# Xylophagus junki
Xylophagus junki är en tvåvingeart som först beskrevs av Szilady 1932.  Xylophagus junki ingår i släktet Xylophagus och familjen vedflugor. Enligt den finländska rödlistan är arten sårbar i Finland. Arten är reproducerande i Sverige. Artens livsmiljö är naturmoskogar. Inga underarter finns listade i Catalogue of Life.